# 工藤昌史
工藤昌史（日语：／ Kudō Masashi），日本男性動畫師、人物設計師、動畫導演。

## 參加作品

### 電視動畫
1999年
- 此時此刻的我（佈局、原畫）
- ∀鋼彈（原畫）
- 無限的未知（原畫）

2001年
- 神鵰俠侶（作畫監督）

2002年
- 水瓶戰記 Sign for Evolution（作畫監督）
- 魔法咪路咪路（作畫監督）
- 禁獵魔女（作畫監督）

2003年
- 惑星奇航（作畫監督、作畫監督協力）

2004年
- BLEACH（人物設定[1]、作畫監督、佈局監修）

2005年
- 麟光之翼（動畫導演、人物設定、總作畫監督、作畫監督）

2012年
- 旋風管家 CAN'T TAKE MY EYES OFF YOU（導演、人物設定、分鏡、演出）

2013年
- 魔王勇者（人物設定[2]）
- 旋風管家 Cuties（導演、人物設定、分鏡、演出）
- 武士弗拉明戈（配角設定）

2014年
- WIZARD BARRISTERS ～弁魔士賽希爾（演出、作畫監督）
- 生存遊戲社（人物設定、總作畫監督）

2015年
- 靈感少女（導演[3]、分鏡、演出）

2017年
- 鎖鏈戰記 ～赫克瑟塔斯之光～（總作畫監督、分鏡、演出）

2018年
- 三麗鷗男子（導演、分鏡、演出）
- 黃金神威（第2期ED分鏡&演出[4]）

2020年
- pet（日语：ペット (漫画)）（動畫人物設定）
- 神之塔 -Tower of God-（人物設定、作畫監督）
- 新櫻花大戰 the Animation（人物設定）

2022年
- BLEACH 千年血戰篇（人物設定[5][6]、總作畫監督[7]、第1話特別感謝[8]、OP原畫）

2023年
- BLEACH 千年血戰篇 -訣別譚-（人物設定[5][9]）

2024年
- BLEACH 千年血戰篇 -相剋譚-（人物設定[10]）

2025年
- 想星機械天使 Myth of Emotions（人物設定[11]）

### 電影動畫
2002年
- 激鬥戰車：卡爾邦的挑戰（原畫）

2006年
- 超劇場版Keroro軍曹（作畫監督）

2006年
- 劇場版 BLEACH MEMORIES OF NOBODY（人物設定、總作畫監督）

2007年
- 劇場版 火影忍者疾風傳（原画）
- 劇場版 BLEACH The DiamondDust Rebellion 鑽石星塵的反叛（人物設定、作畫監督）

2008年
- 劇場版 BLEACH Fade to Black 呼喚你的名字（人物設定、作畫監督）

2010年
- 劇場版 BLEACH 地獄篇（人物設定、總作畫監督）

### OVA
2015年
- 一騎當千 Extravaganza Epoch（導演、總作畫監督、分鏡、演出）

### 網路動畫
2012年
- 天然萌少女明日香（導演、人物設定、總作畫監督）[12]

2024年
- 魔鬼終結者Zero（導演[13]）

### 遊戲
2019年
- 新櫻花大戰（角色視覺設定）
- 棕色塵埃（日语：ブラウンダスト）（OP原畫）

## 外部連結
- 工藤昌史的X（前Twitter） （日語）